# تپه یدیلر تپه سی
تپه یدیلر تپه سی مربوط به سده‌های اولیه دوران‌های تاریخی پس از اسلام است و در شهرستان گرمی، بخش مرکزی، دهستان اجارود شمالی، روستای قاطریوران سفلی واقع شده و این اثر در تاریخ ۱۵ دی ۱۳۸۷ با شمارهٔ ثبت ۲۳۹۸۴ به‌عنوان یکی از آثار ملی ایران به ثبت رسیده است.